# Harbel
Harbel è un centro abitato della Liberia, situato nella Contea di Margibi. Il toponimo trae origine dal fondatore della Firestone Tire & Rubber Company, Harvey S. Firestone, e da sua moglie Idabelle.
Nelle vicinanze sorge l'Aeroporto Internazionale di Monrovia-Roberts.